# Edge Ice Arena
Edge Ice Arena är en inomhusarena i den amerikanska staden Bensenville i delstaten Illinois. Den har en publikkapacitet på 3 000 åskådare.
Ishockeylaget Chicago Steel i United States Hockey League (USHL) använde den som sin hemmaarena mellan 2000 och 2015 men den är mest känd för att varit officiell träningsanläggning åt Chicago Blackhawks i National Hockey League (NHL).